# در انتظار چلچله‌ها
در انتظار چلچله‌ها (به فرانسوی: En Attendant les hirondelles) یا تا بازگشت پرنده‌ها (به انگلیسی: Until the Birds Return) فیلمی در ژانر درام به کارگردانی کریم موساوی است که سال ۲۰۱۷ منتشر شد و برای رقابت در بخش نوعی نگاه هفتادمین جشنواره فیلم کن به نمایش در آمد.

## بازیگران
- اور آتیکا